# 16999 Ajstewart
A 16999 Ajstewart (ideiglenes jelöléssel 1999 CE47) a Naprendszer kisbolygóövében található aszteroida. A LINEAR projekt keretében fedezték fel 1999. február 10-én.